# Gerenzago
Gerenzago ist eine norditalienische Gemeinde (comune) mit 1434 Einwohnern (Stand 31. Dezember 2023) in der Provinz Pavia in der Lombardei. Die Gemeinde liegt etwa 16,5 Kilometer ostnordöstlich von Pavia in der Pavese.

## Geschichte
Im 12. Jahrhundert wird der Ort als Zerenzagus genannt.